# خرابوستووکا
خرابوستووکا (به لهستانی:  Chrabostówka) یک روستا در لهستان است که در گمینا نارو واقع شده‌است. خرابوستووکا ۸۰ نفر جمعیت دارد.